# ピュージェット・サウンド (護衛空母)
ピュージェット・サウンド (USS Puget Sound, CVE-113) は、アメリカ海軍の護衛空母。コメンスメント・ベイ級航空母艦の9番艦。艦名はワシントン州のピュージェット湾に因んで命名された。

## 艦歴
ピュージェット・サウンドは1944年5月12日にワシントン州タコマのトッド・パシフィック造船所で起工、1944年11月20日にバート・A・ティーツ夫人によって進水し、1945年6月18日にタコマでチャールズ・F・コー艦長の指揮下就役する。
ピュージェット・サウンド海軍造船所での艤装および公試完了後に、ピュージェット・サウンドは1945年7月6日にカリフォルニア州サンディエゴ沖での整調のため出航し、第6海兵航空団を乗艦させる。9月8日にサンディエゴを出航、ハワイ水域で短期の訓練の後、日本占領の支援任務に従事する。
ピュージェット・サウンドは1945年10月14日に東京湾に入港する。その艦載機部隊は示威飛行および松山、名古屋に上陸する陸軍第10軍の対機雷哨戒を支援した。その後ピュージェット・サウンドはフィリピン、香港、マリアナ諸島で戦術訓練に参加し、グアムのアプラ港で補充の航空機を搭載すると1946年1月6日に出航、真珠湾に航空機を降ろし本国に帰還する。1月23日にサンディエゴで第6海兵航空団は艦を離れ、ピュージェット・サウンドはマジック・カーペット作戦参加の準備を行う。
1946年2月から5月までピュージェット・サウンドは二度の「魔法の絨毯」任務を行い、サンディエゴと真珠湾、アラメダと沖縄を往復し1,200名の兵員と余剰の航空機を運搬した。
ピュージェット・サウンドは1946年5月24日に北に向けて出航し不活性化のためピュージェット・サウンド海軍造船所に6月1日に入渠する。10月18日に退役し、タコマで太平洋予備役艦隊入りする。1955年6月12日に CVHE-113（護衛ヘリ空母）に艦種変更され、その後 AKV-13（貨物航空機運搬艦）に再変更された。1960年6月1日に除籍され、1962年1月10日にカリフォルニア州ビバリーヒルズのニコライ・ジョフィ社にスクラップとして売却された。